# Jana Rodriguez Hertz
Jana Rodriguez Hertz (Rosario, 11 de febrer del 1970) nom de naixement María Alejandra Rodríguez Hertz Frugoni, es una matemàtica, professora i investigadora argentina i uruguaiana. Filla de Mariana Frugoni i Adolfo Rodríguez Hertz; és la gran de cinc germans. Estudià matemàtiques a la Facultat de Ciències Exactes, Enginyeria i Agrimensura de la Universitat Nacional de Rosario. Estudi un any a l'Institut de Matemàtica Pura i Aplicada (IMPA) a Rio de Janeiro, Brasil. Té un doctorat de la Universitat de la República el 1999 i és professora de la Facultat d'Enginyeria a la mateixa. Radicada a Uruguai des de 1994. És la primera i única dona grau 5 en matemàtica d'Uruguai.
 És vicepresidenta de l'Organització per les Dones en Ciència per al Món en Desenvolupament (OWSD) per a Amèrica Llatina i el Carib. Va contreure matrimoni amb Raúl Ures, pares fill de Maties, Andrés i també forma part del nucli familiaritzat Pablo Ures.

## Premis
- 1992, Premio Jóvenes Notables, Fundación Bolsa de Comercio de Buenos Aires.
- 1999, Investigadora Grado 3, PEDECIBA Matemática.
- 2004, Premio Fondo Nacional de Investigadores, CONICYT.
- 2009, Investigadora Nivel II, Sistema Nacional de Investigadores, SNI, ANII.
- 2013, Investigadora de Primer Nivel, Grado 5, Programa de Desarrollo de las Ciencias Básicas.